# Jarls de Møre
Los Jarls de Møre (nórdico antiguo: Mørejarl) fueron una dinastía de poderosos caudillos vikingos en la época de la unificación de Noruega por el rey Harald I. Rognvald Eysteinsson (Ragnvald Øysteinsson Mørejarl), amigo íntimo del rey Harald, fue uno de los primeros jarls de Møre.
La Noruega de la Era Vikinga estuvo dividida en pequeños reinos independientes gobernados por caudillos que gobernaban los territorios, competían por la supremacía en el mar e influencia política, y buscaban alianzas o el control sobre otras familias reales, bien de forma voluntaria o forzadas. Estas circunstancias provocaron periodos turbulentos y vidas heroicas como se recoge en la saga Heimskringla del escaldo islandés Snorri Sturluson en el siglo XIII. El rey Harald I tuvo la capacidad política y militar de unificarlos a casi todos tras ganar la batalla de Hafrsfjord en 872, aunque las consecuencias posteriores obligaron a dividir el reino de nuevo entre sus hijos y otros jarls.
El territorio de los jarls de Møre fue principalmente los que actualmente corresponden a los distritos de Sunnmøre, Nordmøre y en algún momento histórico Romsdal.
Los Jarls de Møre fueron:
- Rognvald Eysteinsson
- Thorir Rögnvaldarson

En el siglo XII Møre se convierte en un señorío feudal con Jon Hallkjellsson (n. 1125) y su hijo Hallkjell Jonsson.